# Dryptosaurus
Dryptosaurus là một chi khủng long, được Marsh mô tả khoa học năm 1877.